# Siegfried Buback
Siegfried Buback (Wilsdruff, 3 gennaio 1920 – Karlsruhe, 7 aprile 1977) è stato un magistrato tedesco. Fu procuratore generale di Germania dal 1974 al giorno della sua morte.

## Biografia
Buback studiò all'Università di Lipsia. Dal 1940 al 1945 fu membro del partito nazista, durante gli anni da soldato in guerra. Dal 1945 al 1947 fu prigioniero di guerra. Nel 1953 divenne procuratore, e nel 1972 diventò procuratore generale.
Il suo nome divenne pubblico nel 1962 quando accusò il settimanale Der Spiegel di alto tradimento nello scandalo Spiegel. Nel 1966 il caso fu chiuso dalla Corte costituzionale federale tedesca che sancì la libertà di stampa.
Negli anni '70 si oppose fermamente al gruppo terroristico Rote Armee Fraktion (RAF) e diventò la prima vittima, assieme al suo autista Wolfgang Göbel e all'ufficiale giudiziario Georg Wurster, di una serie di eventi chiamata "Autunno tedesco".

### Assassinio
Buback fu raggiunto dai membri della RAF mentre guidava da casa sua, nel quartiere di Neureut, alla sede della Corte costituzionale. Mentre era fermo al semaforo, la Mercedes di Buback fu affiancata da una motocicletta sulla quale il passeggero che si trovava dietro sparò con un fucile semi-automatico, HK43. La polizia tedesca non riuscì mai a scoprire chi fosse il vero assassino, nonostante le incriminazioni contro quattro membri della RAF (Christian Klar, Knut Folkerts, Günter Sonnenberg e Brigitte Mohnhaupt).

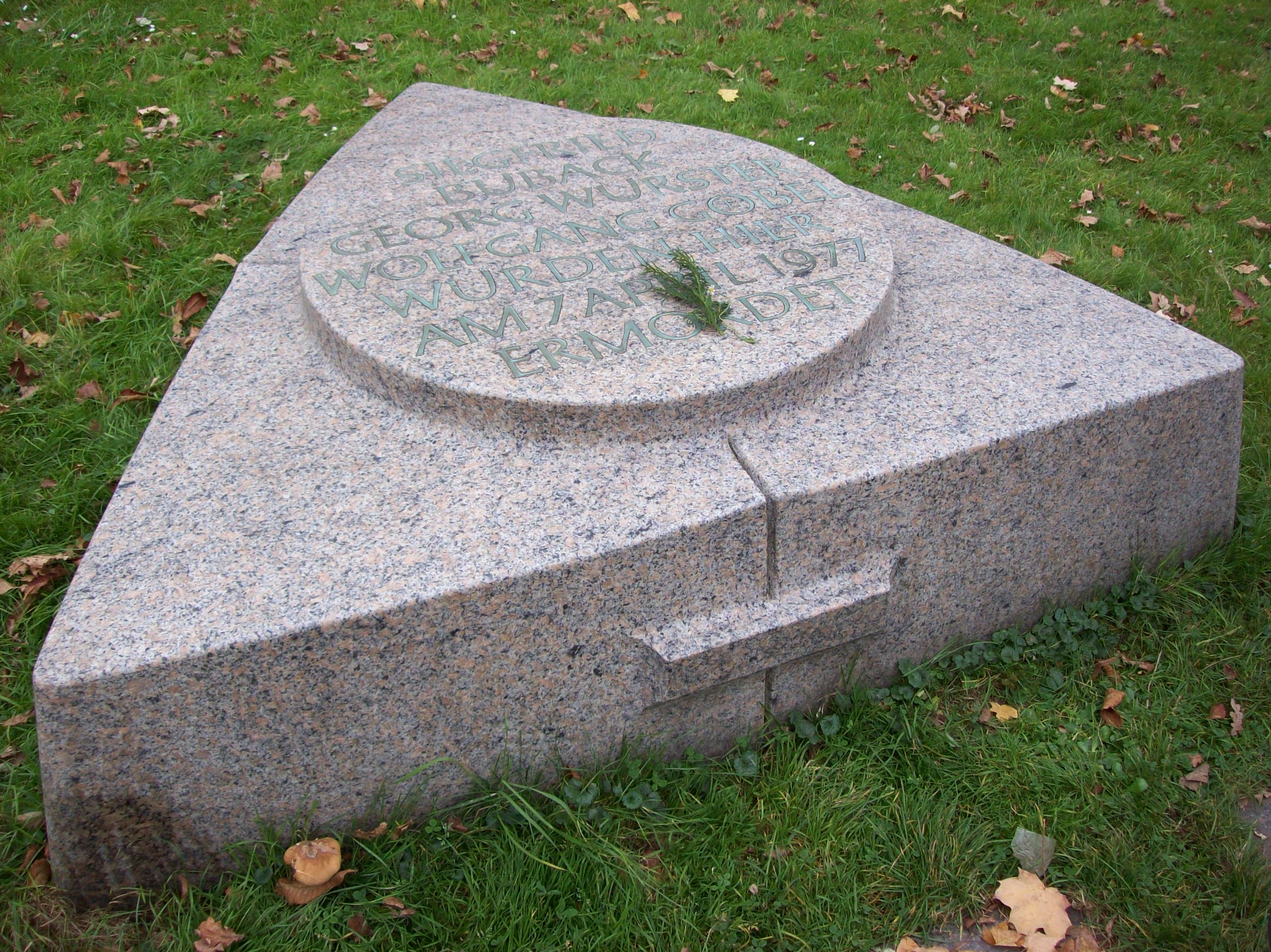
Pietra in memoria di Buback a Karlsruhe

Nell'aprile 2007, 30 anni dopo l'assassinio, il caso della morte di Buback diventò nuovamente oggetto di dibattito pubblico quando il figlio della vittima, Michael Buback, fu contattato da un ex membro della RAF, Peter-Jürgen Boock, che sosteneva che l'assassino fosse Stefan Wisniewski. Anche Verena Becker, altro ex membro della RAF, indicò Wisniewski come l'assassino.
Il 6 luglio 2012, Becker fu condannata a quattro anni di prigione per aver coperto gli assassini (ancora sconosciuti).